# Fenomeno aleatorio
Viene definito aleatorio (anche stocastico) un fenomeno non deterministico.

## Definizione
Nell'analizzare un fenomeno aleatorio, vanno identificate le cause e condizioni esterne che concorrono all'evoluzione dello stesso. Dall'osservazione dei risultati, si possono presentare i seguenti casi:
- deterministico: il risultato ottenuto è sempre il medesimo, ad esempio un corpo in moto rettilineo uniforme impiega sempre lo stesso tempo per coprire la stessa distanza;
- aleatorio: il risultato può differire di volta in volta, per esempio nel lancio di un dado.[1]

Pur caratterizzandosi principalmente per la componente casuale che li accompagna, i fenomeni aleatori conservano una qualche prevedibilità. Ad esempio nel lanciare un dado si nota che pur non potendo prevedere quale numero (da 1 a 6) uscirà, questo sarà comunque compreso tra 1 (valore minimo) e 6 (valore massimo).